# جوزيف ك. جونستون
جوزيف ك. جونستون (بالإنجليزية: Joseph C. Johnston)‏ هو محامي وسياسي أمريكي، ولد في 26 أكتوبر 1938 في واترلو في الولايات المتحدة. حزبياً، نشط في الحزب الديمقراطي. وقد انتخب عضو مجلس نواب ولاية ايوا.